# Irène Watts
ʽIrène Watts’ est un cultivar de rosier obtenu en 1895 par le rosiériste lyonnais Pierre Guillot. Il est issu d'un semis de 'Madame Laurette Messimy. Cette variété était très connue à la Belle Époque et retrouve un regain d'intérêt depuis le début du XXIe siècle.

## Description
Il s'agit d'un hybride de rose de Chine devenu rare dans les catalogues, mais présent dans différentes roseraies européennes, et très florifère. Son petit buisson érigé ne dépasse pas en principe 100 cm, faisant putôt de 60 à 80 cm de hauteur en moyenne. Ses rameaux présentent de nombreuses épines larges et de taille moyenne et un feuillage vert pourpre au début. Ses fleurs sont plutôt grosses et pleines en forme de boule, au coloris très raffiné: rose saumoné pâle aux reflets jaunes passant au rose de Chine,. Lorsqu'elles sont complètement épanouies, elles prennent la forme de coupe parfois en quartiers. Ses bourgeons sont pointus aux sépales saillants finement pennés. Elles ont plusieurs légères remontées. Cette variété ne tolère pas les hivers trop froids.
On peut l'admirer à la roseraie du Val-de-Marne de L'Haÿ-les-Roses, près de Paris, ou à la roseraie San Giovanni de Trieste. Elle est parfois confondue aux États-Unis avec 'Pink Gruss an Aachen' (hybride de thé, Spek, 1930).